# 阿修羅 (2016年電影)
是一部2016年上映的韓國犯罪動作電影，講述在如地獄般的世界中，壞人們為求生存而展開鬥爭的故事。電影名稱來自佛教六道輪回中位於三善道之一的「阿修羅道」。2016年10月24日，该片荣获第36届影评奖影评十佳电影。

## 演員陣容

### 主要人物
- 鄭雨盛 飾演 韓道京
- 黃晸玟 飾演 朴成裴
- 朱智勳 飾演 文先模
- 郭度沅 飾演 金車仁

### 其他人物
- 鄭滿植 飾演 都昌學
- 尹智慧 飾演 車勝美
- 金海坤 飾演 泰秉兆
- 金元海 飾演 鱷魚
- 吳妍兒 飾演 鄭允熙
- 金鍾洙 飾演 殷忠浩
- 金玄彬 飾演 黃赫柱
- 尹大烈 飾演 利秉天
- 柳正浩 飾演 柳搜查官
- 鄭米楠 飾演 幹車
- 崔秉默 飾演 吳檢察官
- 朴民易 飾演 朴搜查官
- 玄奉植 飾演 姜刑警
- 黃炳國 飾演 國刑警
- 趙俊 飾演 朴得龍
- 鄭亨錫 飾演 宋檢察官
- 朴宥蜜 飾演 申護士
- 廉東憲 飾演 市部議長
- 鄭東謙 飾演 政務副市長
- 朴孝根 飾演 越南獅子會
- 崔元慶 飾演 李民燮
- 崔成元 飾演 擔當醫師
- 金秀珍 飾演 女市議員
- 金政民 飾演 殷忠浩的兒子
- 琴廣山 飾演 泰秉兆的隨行
- 郭振碩 飾演 朴成裴的隨行
- 池建宇 飾演 朴成裴的隨行
- 李泰亨 飾演 記者
- 車來亨 飾演 主治醫生（聲音出演）
- 李佳京 飾演 外事科女警
- 阿努帕姆·特里帕蒂 飾演 印度勞工

### 特別出演
- 尹帝文 飾演 黄仁基
- 朴正學 飾演 朴檢察長

## 幕後
飾演惡德市長朴成裴的黃晸玟介紹這個角色：「是個怎麼找也找不到人性的人物」，「對於該如何詮釋具有多重取向的角色這一點，苦思了很多，想要專注於這點」。導演也表示希望朴成裴這個人物能呈現出超越了普通人所具備的倫理意識和道德意識的絕對的‘惡’，覺得能演這樣的角色的人只有黃晸玟，另外，真的很好地演繹出了想要的壞人的形象，覺得他真的是個厲害的演員。

## 奖项荣誉
| 年份   | 颁奖礼                     | 奖项              | 入围者                     | 结果 | 参考         |
| ------ | -------------------------- | ----------------- | -------------------------- | ---- | ------------ |
| 2016年 | 第36届韩国电影评论家协会奖 | 十佳电影          | 《阿修羅》                 | 獲獎 | [ 8 ]        |
| 2016年 | 第37屆青龍電影獎           | 最佳男主角        | 郑雨盛                     | 提名 | [ 9 ] [ 10 ] |
| 2016年 | 第37屆青龍電影獎           | 最佳摄影照明      | 李模介、李成煥             | 獲獎 | [ 9 ] [ 10 ] |
| 2016年 | 第37屆青龍電影獎           | 最佳美术指导      | 张瑾荣                     | 提名 | [ 9 ] [ 10 ] |
| 2016年 | 第37屆青龍電影獎           | 技术奖            | 许明行、崔奉禄（动作指导） | 提名 | [ 9 ] [ 10 ] |
| 2016年 | 第37屆青龍電影獎           | 人气明星奖        | 鄭雨盛                     | 獲獎 | [ 9 ] [ 10 ] |
| 2016年 | 第17届釜山电影评论家协会奖 | 最佳男主角        | 鄭雨盛                     | 獲獎 |              |
| 2016年 | 第17届釜山电影评论家协会奖 | 技术奖            | 李模介                     | 獲獎 |              |
| 2016年 | 第53届大鐘獎               | 最佳摄影          | 李模介                     | 提名 | [ 11 ]       |
| 2016年 | 第53届大鐘獎               | 最佳美术指导      | 张瑾荣                     | 提名 | [ 11 ]       |
| 2016年 | 第53届大鐘獎               | 最佳剪辑          | 金载范                     | 提名 | [ 11 ]       |
| 2016年 | 第53届大鐘獎               | 最佳照明          | 李成焕                     | 提名 | [ 11 ]       |
| 2017年 | 第6届Marie Claire电影节    | 先锋奖            | 鄭雨盛                     | 獲獎 |              |
| 2017年 | 第26届釜日電影獎           | 最佳电影          | 《阿修罗》                 | 提名 | [ 12 ]       |
| 2017年 | 第26届釜日電影獎           | 最佳导演          | 金性洙                     | 獲獎 | [ 12 ]       |
| 2017年 | 第26届釜日電影獎           | 最佳男主角        | 郑雨盛                     | 提名 | [ 12 ]       |
| 2017年 | 第26届釜日電影獎           | 最佳男配角        | 朱智勛                     | 提名 | [ 12 ]       |
| 2017年 | 第26届釜日電影獎           | 最佳摄影          | 李模介                     | 提名 | [ 12 ]       |
| 2017年 | 第26届釜日電影獎           | 最佳美术指导      | 张瑾荣                     | 提名 | [ 12 ]       |
| 2017年 | 第26届釜日電影獎           | 最佳配乐          | 李宰镇                     | 提名 | [ 12 ]       |
| 2017年 | 第22届春史電影獎           | 最佳男配角        | 朱智勛                     | 提名 | [ 13 ]       |
| 2017年 | 第8届年度電影獎            | 人气明星奖        | 朱智勛                     | 獲獎 |              |
| 2017年 | 第53屆百想藝術大獎         | 电影部门 最佳电影 | 《阿修罗》                 | 提名 | [ 14 ]       |
| 2017年 | 第53屆百想藝術大獎         | 电影部门 最佳导演 | 金性洙                     | 提名 | [ 14 ]       |
| 2017年 | 第53屆百想藝術大獎         | 电影部门 最佳剧本 | 金性洙                     | 提名 | [ 14 ]       |

## 外部連結
- NAVER上《阿修羅》的資料
- Daum上《阿修羅》的資料

- 韩国电影数据库（KMDb）上《阿修羅》的資料
- 互联网电影数据库（IMDb）上《阿修羅》的资料（英文）
- 豆瓣电影上《阿修羅》的資料 （简体中文）
- Yahoo奇摩電影上《阿修羅》的資料（繁體中文）
- 開眼電影網上《阿修羅》的資料（繁體中文）
- Box Office Mojo上《阿修羅》的資料（英文）
- 爛番茄上《阿修羅》的資料（英文）